# Schönulmen
Die Schönulmen (Euptelea) sind die einzige Gattung der Pflanzenfamilie der Schönulmengewächse (Eupteleaceae) innerhalb der Ordnung der Hahnenfußartigen (Ranunculales). Es gibt nur zwei Arten in Asien.

## Beschreibung

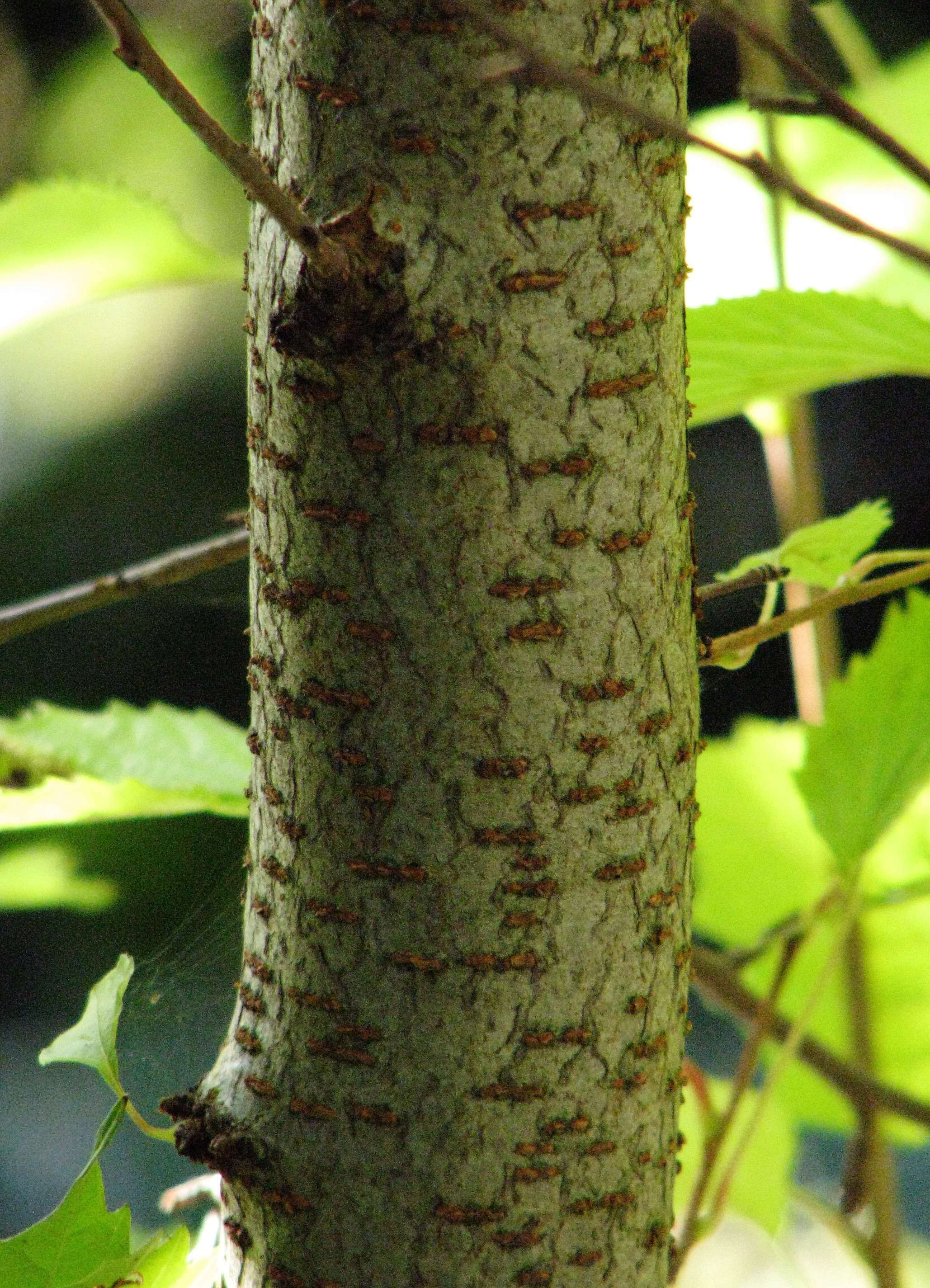
Borke von Franchets Schönulme (Euptelea pleiosperma)

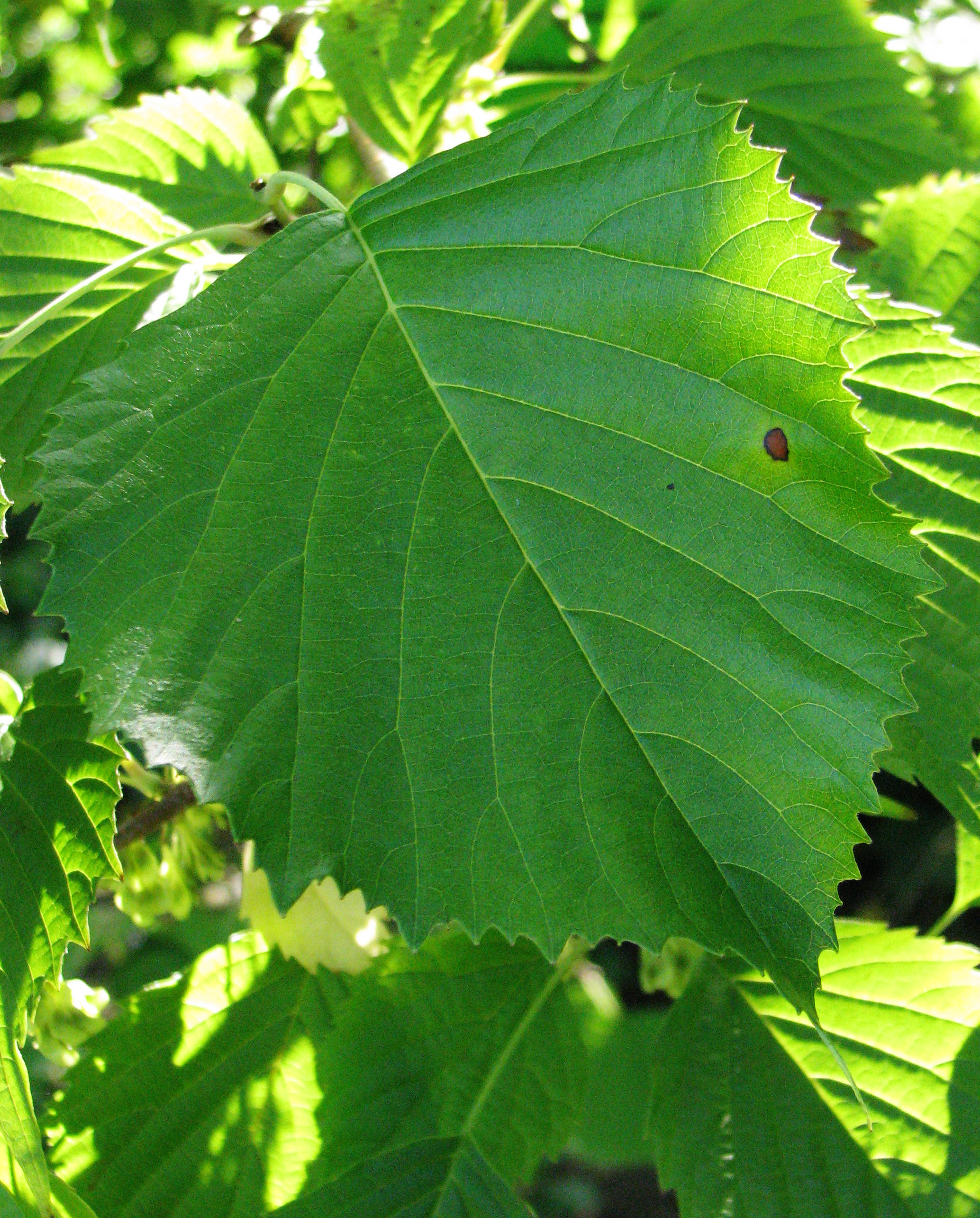
Gestieltes, einfaches Laubblatt von Franchets Schönulme (Euptelea pleiosperma)

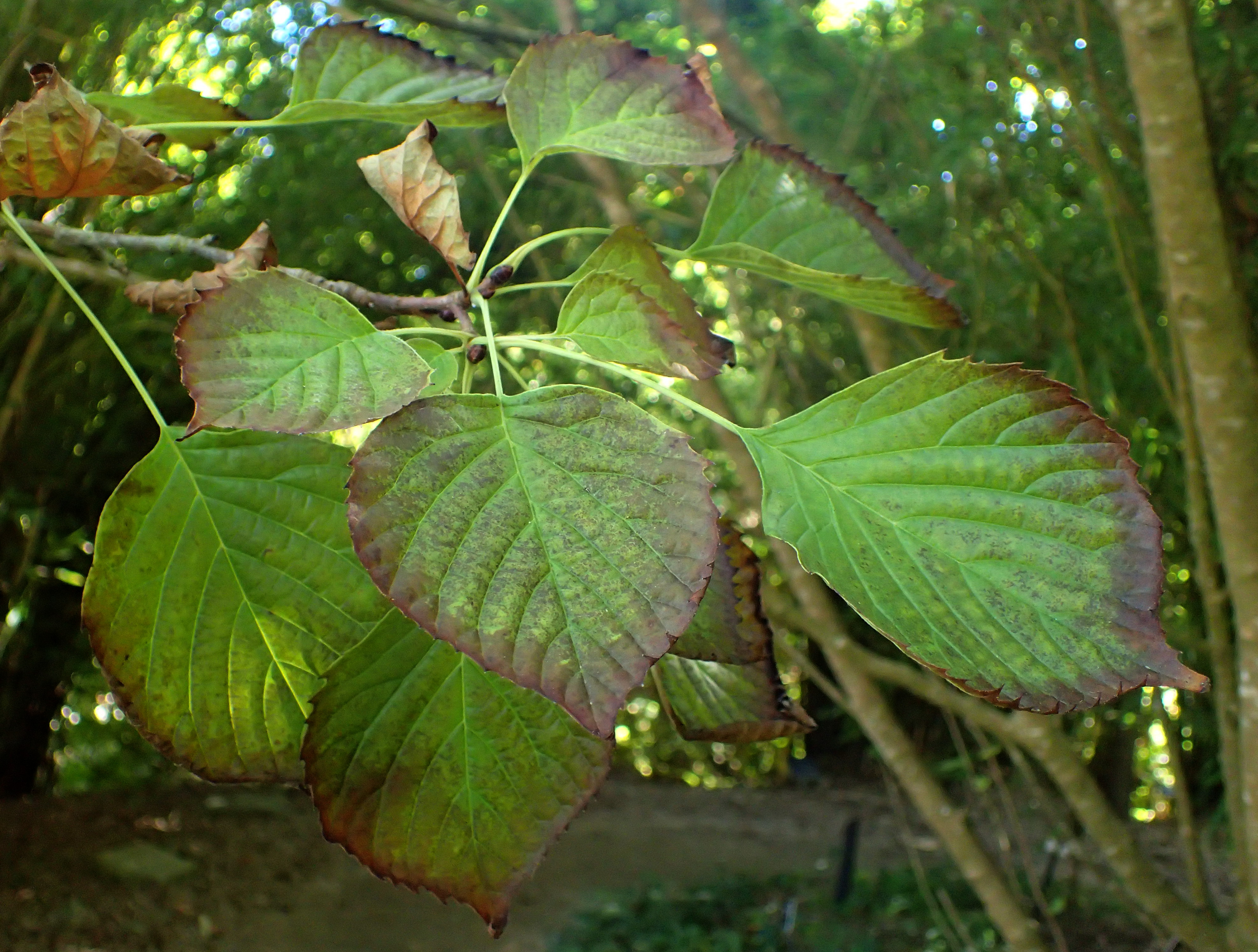
Laubblätter der Vielmännigen Schönulme (Euptelea polyandra)

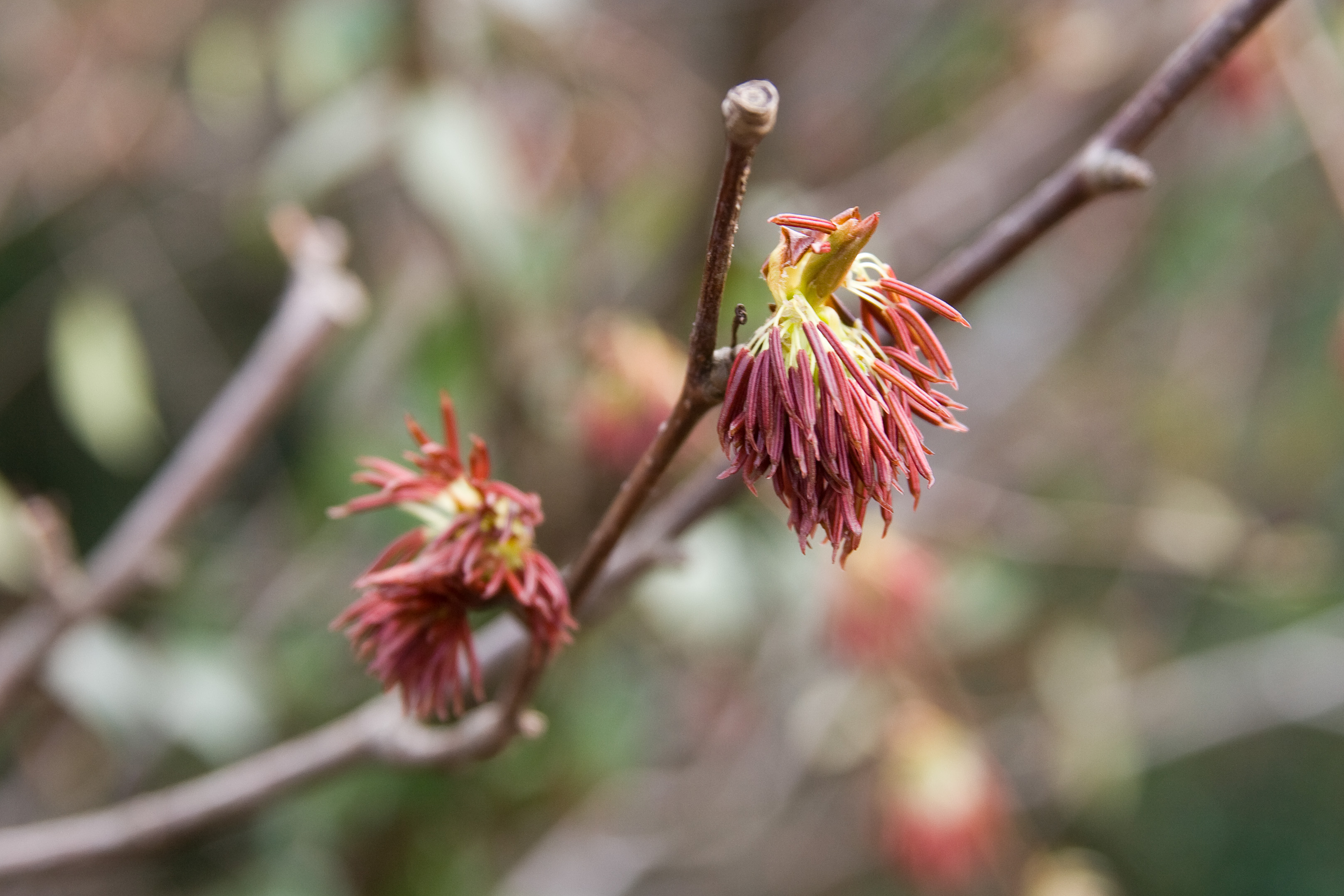
Blüten der Vielmännigen Schönulme (Euptelea polyandra)

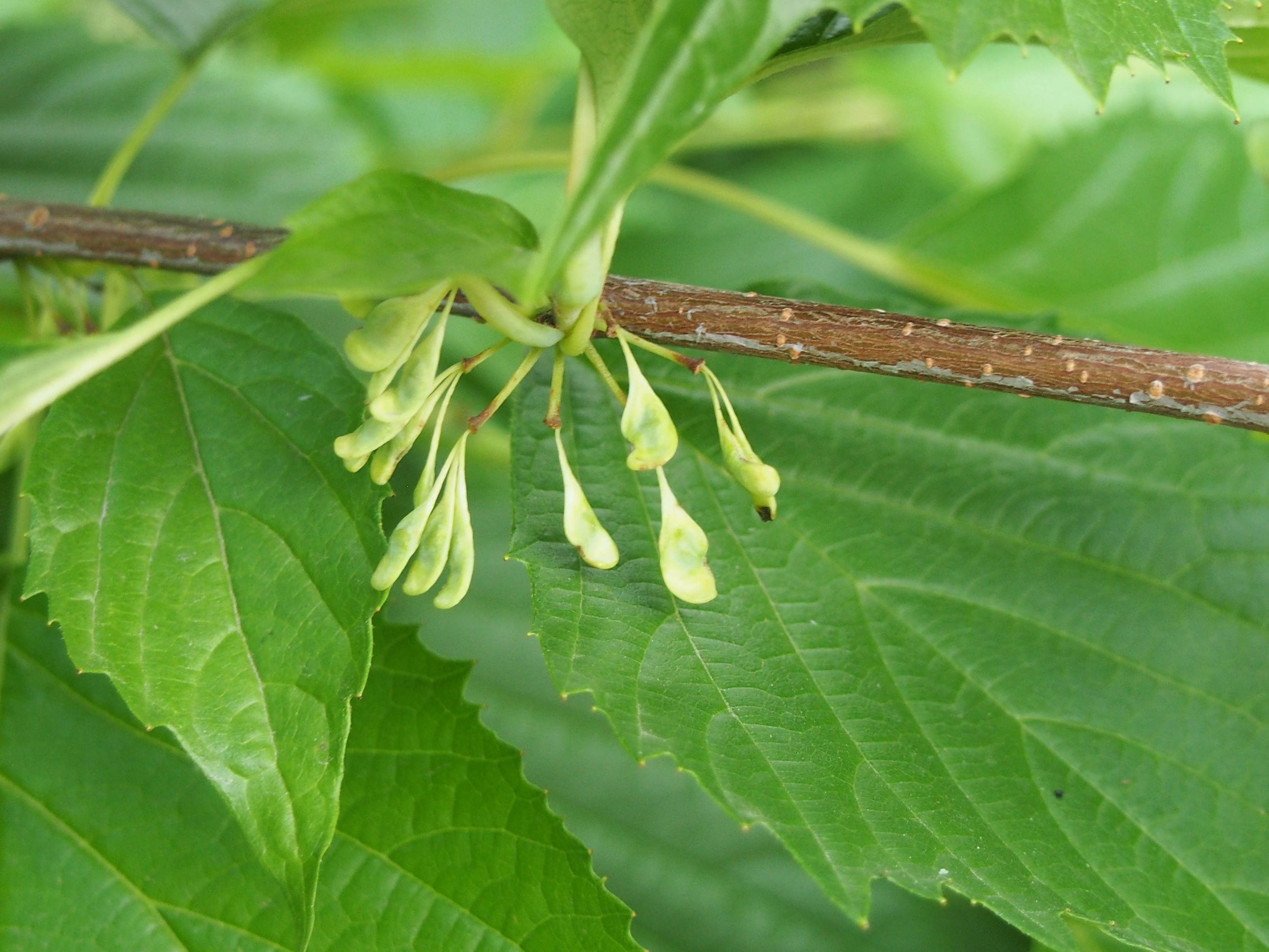
Früchte von Euptelea pleiosperma

### Vegetative Merkmale
Schönulmen-Arten sind sommergrüne Sträucher oder kleine Bäume. Die Rinde der Zweige ist glatt.
Die spiralig an den Zweigen angeordneten Laubblätter sind in Blattstiel und -spreite gegliedert. Die einfachen Blattspreiten sind fiedernervig und am Rand spitzig gesägt. Nebenblätter sind keine vorhanden.

### Generative Merkmale
Die unscheinbaren Blüten werden im Frühjahr vor dem Laubaustrieb zu sechst bis zwölft in Blütenständen gebildet. Die Blüten sind zwittrig und reduziert (windbestäubt). Es sind keine Blütenhüllblätter vorhanden. In jeder Blüte gibt es 6 bis 19 Staubblätter mit langen, bespitzten Antheren und 8 bis 31 freie, kurze, oberständige und gestielte Fruchtblätter mit sitzenden Narben.
In einem Fruchtstand stehen einzelne oder meist einige gestielte, ein- bis mehrsamige Flügelnüsse (Samara) in einer Sammelfrucht zusammen. Es ist reichlich ölhaltiges Endosperm vorhanden. Der Embryo ist relativ klein.
Beide Arten sind diploid und die Chromosomenzahl beträgt 2n = 28.

## Ökologie
Die Bestäubung erfolgt durch den Wind.
Euptelea polyandra dient den Larven einiger Schmetterlingsarten (Lepidoptera) als Nahrung, darunter dem Zackenbindigen Rindenspanner (Ectropis crepuscularia).

## Systematik und Verbreitung
Die Gattung Euptelea wurde 1840 durch Philipp Franz von Siebold und Joseph Gerhard Zuccarini in Flora Japonica, Sectio Prima, S. 133–134 aufgestellt. Typusart ist Euptelea polyandra Siebold & Zucc.
Die Familie Eupteleaceae wurde 1910 durch Karl Wilhelm in Samenpflanzen, 17 aufgestellt. Die Familie Eupteleaceae K.Wilh. nom. cons. gehört zur Ordnung Ranunculales.
Die Gattung Euptelea besitzt ein disjunktes Areal.
Es gibt nur zwei Arten in der Gattung Schönulmen (Euptelea):
- Franchets Schönulme (Euptelea pleiosperma Hook.f. & Thomson, Syn.: Euptelea davidiana Baillon, Euptelea delavayi Tieghem, Euptelea franchetii Tieghem, Euptelea minor Ching): Es gibt Fundortangaben für das nordöstliche Indien, Assam, Bhutan, südöstliche Tibet und die den chinesischen Provinzen südliches Anhui, südliches Gansu, Guizhou, südwestliches Hebei, westliches Henan, Hubei, Hunan, östliches Jiangxi, südliches Shaanxi, südliches Shanxi, Sichuan, nördliches und östliches Yunnan sowie nordwestliches Zhejiang.[2] Das Zentrum der Verbreitung sind Gebiete die an die Ostgrenze des Qinghai-Tibetischen Plateau und Hengduan-Berge grenzen und südwärts bis zum Sichuan Basin sowie Yungui Plateau reichen. Es gibt isolierte Fundorte im zentralen sowie östlichen China und im nordöstlichen Indien und Assam.[1] Sie gedeiht in Höhenlagen von 700 bis 3600 Metern.[1]
- Vielmännige Schönulme (Euptelea polyandra Siebold & Zucc.): Sie gedeiht in Höhenlagen von 100 bis 1600 Metern im südlichen-zentralen Japan[1] auf den japanischen Inseln Honshū, Shikoku sowie Kyushu vor.

## Nutzung
Die Vielmännige Schönulme (Euptelea polyandra), hat viele Staubblätter (Name!). Dieser Baum erreicht 6 bis 8 Meter Wuchshöhe. Er hat frischgrüne Blätter, manchmal rosa überhaucht an der Blattspitze; sie färben sich schön gelb und rot im Herbst. Eine besonders gute Wirkung als Ziergehölz hat diese Art als Solitärpflanze.
Die Blätter werden in China mit Öl und Salz gegessen.